# آدریانا (بازیکن فوتبال، زاده ۱۹۶۶)
آدریانا (انگلیسی: Adriana؛ زادهٔ ۲۶ دسامبر ۱۹۶۸) بازیکن فوتبال اهل برزیل است.
وی همچنین در تیم ملی فوتبال زنان برزیل بازی کرده‌است.